# مینلاتن، استرالیای جنوبی
مینلاتن (به انگلیسی: Minlaton) یک شهرک در استرالیا است که در استرالیای جنوبی واقع شده‌است.